# Georg Peter Astor

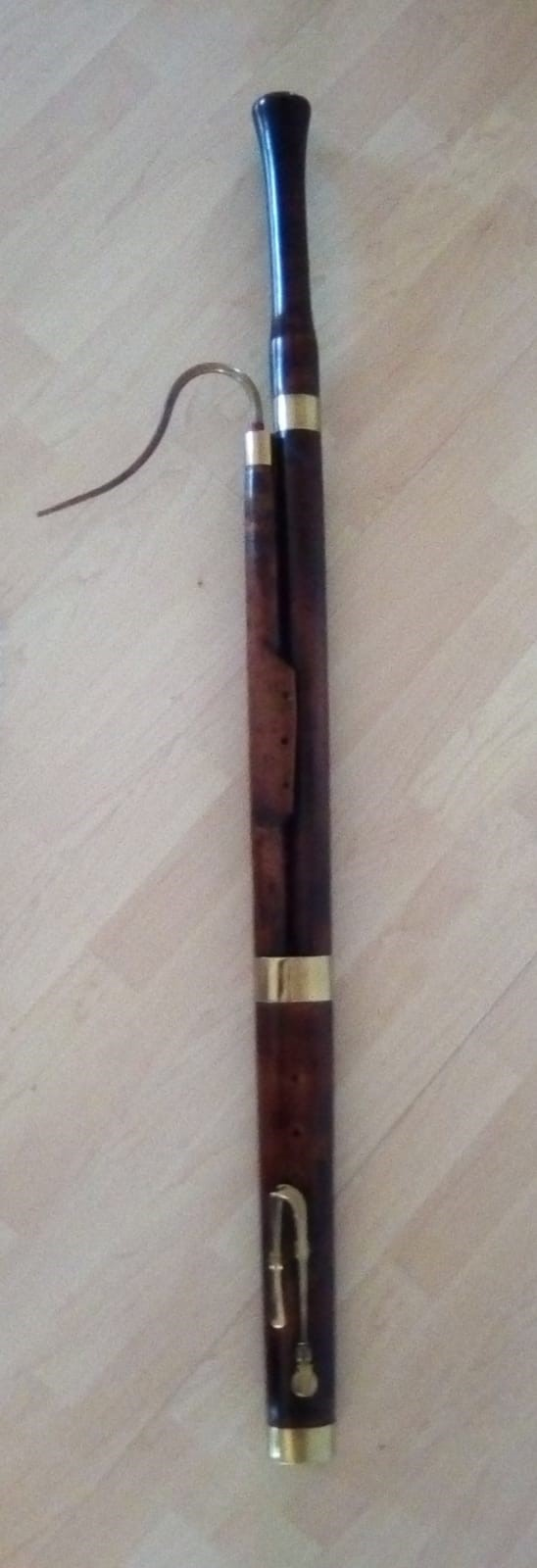
Fagott, Georg Peter Astor

Georg Peter Astor, auch George (* 28. April 1752; † Dezember 1813 in London), war ein deutscher Unternehmer, der in London einen Musikalienhandel und auch eine Instrumentenfabrikation unterhielt, zeitweise zusammen mit seinem jüngeren Bruder Johann Jakob Astor. Er baute u. a. Fagotte, Flöten, Klarinetten und Tafelklaviere.

## Leben
Georg Peter Astor war das älteste (das Erwachsenenalter erreichende) Kind des Metzgers Johann Jakob Astor und dessen erster Ehefrau Maria Magdalena vom Berg. Zu seinen Geschwistern gehörte der spätere Unternehmer und Multimillionär Johann Jakob Astor. Nachdem der verwitwete Vater 1766 zum zweiten Mal geheiratet und weitere Kinder bekommen hatte, verließen seine vier Söhne aus erster Ehe das Elternhaus und ihren Heimatort Walldorf. So auch Georg Peter Astor, der 1768 (nach anderen Angaben 1777 oder 1778) nach London auswanderte.
Georg Peter Astor erlernte möglicherweise bei dem Londoner Holzblasinstrumentenbauer George Miller dessen Handwerk. Er wurde Teilhaber eines Unternehmens, das mit Musikinstrumenten handelte. Um 1779 folgte ihm sein Bruder Johann Jakob Astor nach London, wo sie unter dem Namen „George & John Astor“ in der Wych Street Nr. 26 ein Instrumentengeschäft unterhielten. 1797 folgte der Umzug in die Cornhill Nr. 79.
1783 wanderte Johann Jakob Astor in die Vereinigten Staaten aus, wo er zunächst weiter im Musikhandel tätig war und später in den Pelzhandel einstieg. Georg Peter Astor führte sein Unternehmen in London fort, das die Instrumente nun mit „George Astor“ bzw. „George Astor and Co.“ signierte. Er eröffnete einen weiteren Laden in der Tottenham Street Nr. 27 und erweiterte sein Angebot auf die Veröffentlichung von Notenblättern und Anleitungen für das Flötenspiel.
Nach dem Tod von Georg Peter Astor im Dezember 1813 führte seine Witwe das Geschäft der Klavierherstellung fort. Das Unternehmen firmierte in den folgenden Jahren unter „Astor & Horwood“ (1815), „Astor & Co.“ (1822) und „Gerock, Astor & Co.“ (1822 bis 1831).
Klaviere von Astor wurden üblicherweise mit einer vierstelligen Seriennummer markiert. Ein Tafelklavier aus dem Jahr 1795 gehörte Thomas Jefferson. Einige Instrumente des Herstellers befinden sich in Sammlungen von Museen wie dem Metropolitan Museum of Art.
Das Museum im Astorhaus in Astors Heimatstadt Walldorf verwahrt in seinen Sammlungen verschiedene Instrumente aus Astors Werkstatt. Dort werden neben einem Tafelklavier eine Piccoloflöte, eine Traversflöte, eine Oboe, eine C-Klarinette, ein Fagott sowie eine Serinette gezeigt. In der kommunalen Konzertreihe wurden diese Instrumente von 1997 an in regelmäßigen Abständen auch klingend präsentiert, unter anderem gespielt von Instrumentalisten wie Sergio Azzolini, Wolfgang Meyer, Kristian Nyquist und Takashi Ogawa.